# Smørum Herred

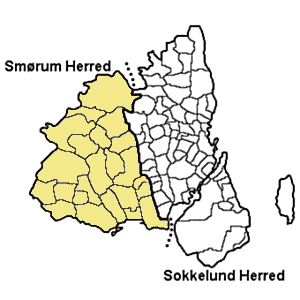

Smørum Herred was een herred in het voormalige Kopenhagen Amt in Denemarken. Smørum omvatte het westen van het oude amt, het amt zonder Roskilde.

## Parochies
De herred was oorspronkelijk verdeeld in 15 parochies. Door bevolkingsgroei nam dit aantal toe tot 24.
- Avedøre
- Ballerup
- Brøndby Strand
- Brøndbyvester
- Brøndbyøster
- Glostrup
- Hedenhusene
- Herstedvester
- Herstedøster
- Høje Tåstrup
- Ishøj
- Ledøje
- Måløv
- Nygårds
- Opstandelseskirkens
- Pederstrup
- Rønnevang
- Sengeløse
- Skovlunde
- Smørum
- Torslunde
- Tåstrup Nykirke
- Vallensbæk
- Værløse